# Arie de Vroet
Arie de Vroet (Oud-Beijerland, 9 november 1918 – Woudenberg, 9 september 1999) was een Nederlands voetballer en voetbalcoach. Als voetballer speelde hij jarenlang voor Feijenoord, als trainer was hij onder andere actief als coach van Jong Oranje.

## Loopbaan

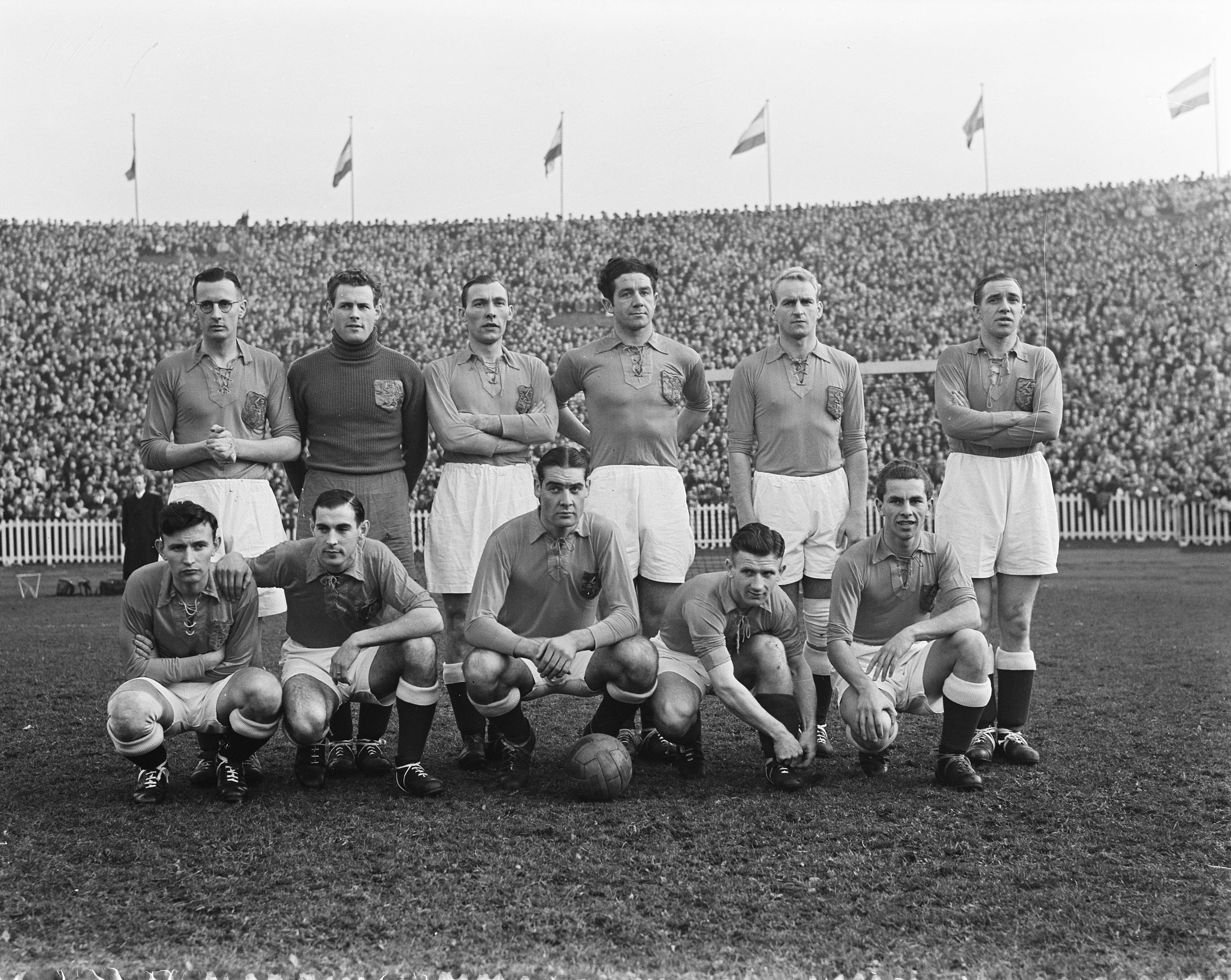
De Vroet (staand rechts) als aanvoerder van het Nederlands elftal (1948)

De Vroet begon zijn carrière als aanvaller, maar verhuisde later in zijn carrière naar de linksmidden-positie. Hij werd op zijn dertiende lid van Feijenoord. Hij was al op jonge leeftijd met zijn ouders van Oud-Beijerland naar Rotterdam verhuisd. Hij maakte in 1936 zijn debuut in het eerste elftal.
Hij speelde zijn eerste interland voor het Nederlands voetbalelftal op 23 oktober 1938, in de uitwedstrijd tegen Denemarken (2-2). Voor de Tweede Wereldoorlog speelde De Vroet nog twee interlands, de laatste op 21 april 1940 thuis tegen België (4-2). Daarna lag het internationale voetbal zes jaar stil. Na de oorlog werd hij vaste keus in Oranje en werd hij zelfs aanvoerder. Hij speelde op 11 december 1949 zijn 22e en laatste interland, thuis tegen Denemarken (0-1).
Met Feijenoord werd De Vroet in 1938 en 1940 landskampioen. Hij speelde 230 wedstrijden voor de Rotterdamse club, waarin hij 31 keer scoorde. In september 1950 vertrok hij met ploeggenoot Piet Steenbergen voor een buitenlands avontuur naar Le Havre in Frankrijk. Twee jaar later verruilde hij deze ploeg voor FC Rouen, waar hij in 1953 zijn actieve voetballoopbaan besloot.
Ondertussen had hij in Frankrijk zijn trainersdiploma gehaald. In juli 1953 trad hij in dienst van Be Quick uit Groningen. Vervolgens was hij trainer van Velocitas (1955/56), opnieuw Be Quick (1956/57), SVV (1957–1959), voor een derde maal Be Quick (1959–1961), Heerenveen (1961–1963), Le Havre (1963/64), DOS (1964/65) en als interim-trainer opnieuw Heerenveen (1965). In december 1965 werd De Vroet jeugdtrainer van Suriname. Per 1 juli 1966 kwam hij in dienst van de KNVB waar hij belast werd met de jeugd en Jong Oranje en later ook de nationale amateurselectie. Bij het wereldkampioenschap voetbal 1978 was hij assistent van Ernst Happel en Jan Zwartkruis bij het Nederlands elftal. Tot zijn pensioen in 1983 bleef hij in dienst van de KNVB, de laatste jaren als algemeen adviseur voor technische zaken. In 1981 had hij thuis tegen Cyprus samen met Rob Baan één keer de leiding over Oranje na het vertrek van bondscoach Jan Zwartkruis en voor de komst van Kees Rijvers.
De Vroet overleed in 1999 op 80-jarige leeftijd aan een hartaanval.

## Erelijst
Be Quick
| Nationaal      |    |         |
| Tweede divisie | 1x | 1959/60 |

## Publicaties
- Leo Pagano: Vier pioniers van ons profvoetbal. [Over Kees Rijvers, Faas Wilkes, Arie de Vroet en Bertus de Harder]. Naarden, Arena, 1954

Sjaak Alberts · 
Bram Appel · 
Jos Beenhakkers ·
Jeu van Bun · 
Mick Clavan ·
Piet Kraak · 
Kees Krijgh · 
Wim Landman ·
Abe Lenstra · 
Kees Rijvers · 
André Roosenburg · 
Rinus Schaap ·
Henk Schijvenaar · 
Joop Stoffelen ·
Rinus Terlouw · 
Cock van der Tuijn · 
Arie de Vroet · 
Faas Wilkes ·
Coach: Jesse Carver

Reserves in Nederland: Louis Biesbrouck · Guus Dräger · Jan Everse · Henk Temming